# Sara Christina von Linné
Sara Christina ”Sara Stina” von Linné, född 1751 och död 1835, var dotter till Carl von Linné och Sara Elisabeth Moraea. Det är väldigt lite dokumenterat om Sara Christinas barndom och tidiga liv men efter sin faders död 1778 ska hon tillsammans med sin syster Lovisa ha levt som så kallad hemmadotter för att hjälpa sin mor.

## Biografi
När hon var 43 år gifte hon sig med sin yngre syster Sophias svåger, kapten Hans Henric Duse. De hade då känt varandra i tretton år. Det nygifta paret bodde till en början på Svartbäcksgatan 12 i Uppsala tillsammans med Sara Christinas syster Lovisa, men när kapten Duse tog avsked från armén 1796 köpte de en gård i Gränby i Vaksala socken där de tillbringade somrarna. När hon blev änka vid 60 års ålder flyttade hon ut till Gränby permanent och blev ensam ägare och ansvarig för gården. I husförhörslängden noteras hon som ”hedersgumma”.
År 1821, när Sara Christina var 66 år gammal, tog hon som fosterbarn tvåårige Gustaf i släkten af Sillén från en närliggande gård då dennes föräldrar dött. Ytterligare fyra år senare tog hon in Lovisa Welin som hushållsmamsell. De bodde tillsammans på gården till Sara Christinas död. Hon testamenterade gården till sin fosterson och husmamsell. Gården brann ner 1972, men i samband med Linnéjubileet 2007 uppförde Anette Wixner och Bodil Gellermark ett konstverk till minne av det.
Sara Christina von Linné ligger begravd på Vaksala kyrkogård i Uppsala. Hennes grav märktes ut med en järnplatta med hennes namn på 1980-talet.

## Gränby Linnéminne
Gränby Linnéminne uppfördes i Gränby till minne av Sara Christina von Linné 2003. Det är dock inte bara tillägnat henne, utan kvinnorna kring Carl von Linné och alla kvinnor som ägnat sig åt vetenskapliga studier innan de officiellt fick göra detta. Linné uppmuntrade kvinnor att studera och syssla med botanik, och Sara Christinas äldre syster Elisabeth Christina anses vara den första kvinnliga botanikern.
Anette Wixner och Bodil Gellermark har uppfört ett monument där Sara Christinas hus en gång stod och trädgården är idag betesmark för en närbelägen 4H-gård.
I anslutning finns Sara Stinas Stig. Längs den kan man via skyltar ledsagas av Sara Stinas piga, där hon berättar om kvinnliga botaniker, vad kvinnor och barn gjorde i jordbruket och om hur landskapet såg ut i början av 1800-talet.